# Bergtjärnen (Tåsjö socken, Ångermanland, 710593-151807)
Bergtjärnen är en sjö i Strömsunds kommun i Ångermanland och ingår i Ångermanälvens huvudavrinningsområde.